# Vignec
Vignec est une commune française située dans le sud-est du département des Hautes-Pyrénées, en région Occitanie.
Sur le plan historique et culturel, la commune est dans le Pays d'Aure, constitué de la vallée de la Neste (en aval de Sarrancolin), de la vallée d'Aure (en amont de Sarrancolin) et de la vallée du Louron. Exposée à un climat de montagne, elle est drainée par la Neste, le ruisseau Saint-Jacques et par divers autres petits cours d'eau. Incluse dans le Parc national des Pyrénées, la commune possède un patrimoine naturel remarquable : un site Natura 2000 (« Garonne, Ariège, Hers, Salat, Pique et Neste ») et cinq zones naturelles d'intérêt écologique, faunistique et floristique.
Vignec est une commune rurale qui compte 201 habitants en 2022, après avoir connu une forte hausse de la population depuis 1975. Ses habitants sont appelés les Vignecois ou  Vignecoises.

## Géographie

### Localisation
La commune de Vignec se trouve dans le département des Hautes-Pyrénées, en région Occitanie.
Elle se situe à 49 km à vol d'oiseau de Tarbes, préfecture du département, à 30 km de Bagnères-de-Bigorre, sous-préfecture, et à 31 km de Capvern, bureau centralisateur du canton de Neste, Aure et Louron dont dépend la commune depuis 2015 pour les élections départementales.
La commune fait en outre partie du bassin de vie d'Arreau.
Les communes les plus proches sont : 
Vielle-Aure (1,0 km), Cadeilhan-Trachère (1,0 km), Saint-Lary-Soulan (1,1 km), Sailhan (1,6 km), Bourisp (1,8 km), Estensan (2,4 km), Ens (2,8 km), Azet (3,3 km).
Sur le plan historique et culturel, Vignec fait partie du pays de la vallée d'Aure ou pays d'Aure, constitué de la vallée de la Neste (en aval de Sarrancolin), de la vallée d'Aure (en amont de Sarrancolin) et de la vallée du Louron (confluente à Arreau).

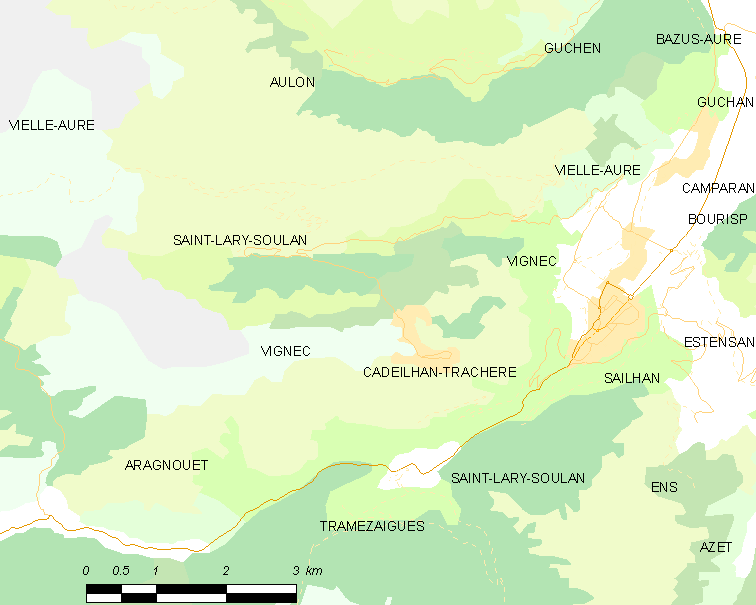
Carte de la commune de Vignec et des proches communes.

Le territoire de la commune est coupé en deux parties exclavées : au nord-est le village de Vignec proprement dit, et au sud-ouest l'exclave de Soum de Matte, séparée par le lieu-dit de la Cabane et la station du Pla d'Adet (tous deux inclus dans l'exclave de l'ancienne commune de Soulan lors de sa fusion avec l'ancienne commune de Saint-Lary le 1er janvier 1964 dans la nouvelle commune de Saint-Lary-Soulan pour la construction du premier téléphérique et l'aménagement de la station de sports d'hiver du Pla d’Adet).
L'exclave de Soum de Matte dans le territoire de Vignec comprend toutefois le hameau d’Adet contigu avec la station du Pla d'Adet, ainsi que toute la partie orientale du domaine skiable (et ses remontées mécaniques) accessible depuis cette station et la plus proche de celle-ci.
|           |        | Saint-Lary-Soulan (exclave de Soulan) |
| Aragnouet | Vignec |                                       |
|           |        | Cadeilhan-Trachère                    |

|                                       | Vielle-Aure        |                                           |
| Saint-Lary-Soulan (exclave de Soulan) | Vignec             | Saint-Lary-Soulan (exclave de Saint-Lary) |
|                                       | Cadeilhan-Trachère |                                           |

### Hydrographie

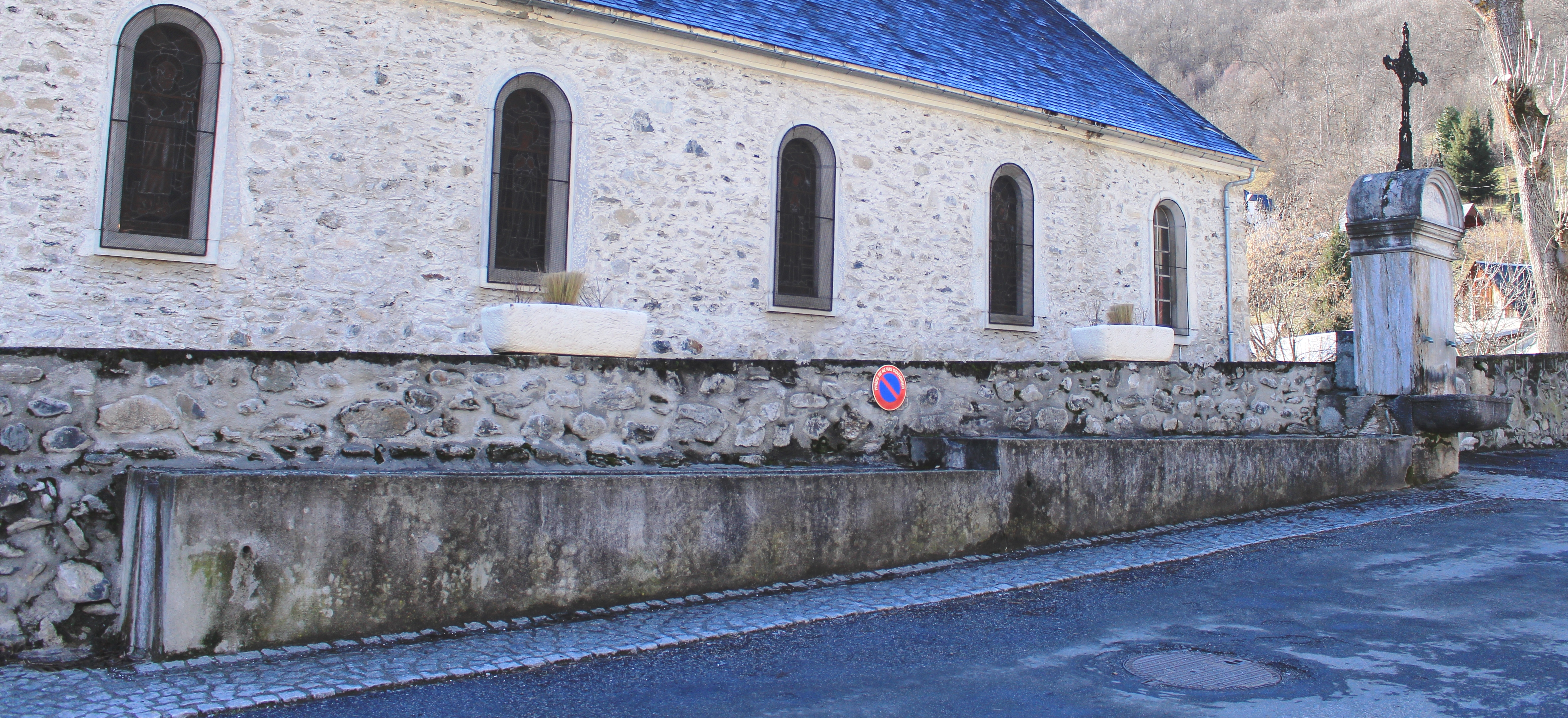
La fontaine.

La commune est dans le bassin versant de la Garonne, au sein du bassin hydrographique Adour-Garonne. Elle est drainée par la Neste, le ruisseau Saint-Jacques, la Coume, Riou Peyrous, le ruisseau de Saint-Germais et par divers petits cours d'eau, constituant un réseau hydrographique de 9 km de longueur totale,.
La Neste, d'une longueur totale de 73,1 km, prend sa source dans la commune d'Aragnouet et s'écoule vers le nord puis se réoriente vers l'est. Elle traverse la commune et se jette dans la Garonne à Montréjeau, après avoir traversé 34 communes.

### Climat
Le climat qui caractérise la commune est qualifié, en 2010, de « climat de montagne », selon la typologie des climats de la France qui compte alors huit grands types de climats en métropole. En 2020, la commune ressort du même type de climat dans la classification établie par Météo-France, qui ne compte désormais, en première approche, que cinq grands types de climats en métropole. Pour ce type de climat, la température décroît rapidement en fonction de l'altitude. On observe une nébulosité minimale en hiver et maximale en été. Les vents et les précipitations varient notablement selon le lieu.
Les paramètres climatiques qui ont permis d’établir la typologie de 2010 comportent six variables pour les températures et huit pour les précipitations, dont les valeurs correspondent à la normale 1971-2000. Les sept principales variables caractérisant la commune sont présentées dans l'encadré ci-après.
| Paramètres climatiques communaux sur la période 1971-2000 - Moyenne annuelle de température : 9,7 °C - Nombre de jours avec une température inférieure à −5 °C : 6,1 j - Nombre de jours avec une température supérieure à 30 °C : 3,2 j - Amplitude thermique annuelle : 14,2 °C - Cumuls annuels de précipitation : 993 mm - Nombre de jours de précipitation en janvier : 10,2 j - Nombre de jours de précipitation en juillet : 8 j |

Avec le changement climatique, ces variables ont évolué. Une étude réalisée en 2014 par la Direction générale de l'Énergie et du Climat complétée par des études régionales prévoit en effet que la  température moyenne devrait croître et la pluviométrie moyenne baisser, avec toutefois de fortes variations régionales. Ces changements peuvent être constatés sur la station météorologique de Météo-France la plus proche, « Génos », sur la commune de Génos, mise en service en 1969 et qui se trouve à 7 km à vol d'oiseau,, où la température moyenne annuelle est de 7,8 °C et la hauteur de précipitations de 1 483,6 mm pour la période 1981-2010.
Sur la station météorologique historique la plus proche, « Tarbes-Lourdes-Pyrénées », sur la commune d'Ossun, mise en service en 1946 et à 49 km, la température moyenne annuelle évolue de 12,2 °C pour la période 1971-2000, à 12,6 °C pour 1981-2010, puis à 12,9 °C pour 1991-2020.

### Milieux naturels et biodiversité

#### Espaces protégés
La protection réglementaire est le mode d’intervention le plus fort pour préserver des espaces naturels remarquables et leur biodiversité associée,.
Dans ce cadre, la commune fait partie de l'aire d'adhésion du Parc National des Pyrénées. Ce  parc national, créé en 1967, abrite une faune riche et spécifique particulièrement intéressante : importantes populations d’isards, colonies de marmottes réimplantées avec succès, grands rapaces tels le Gypaète barbu, le Vautour fauve, le Percnoptère d’Égypte ou l’Aigle royal, le Grand tétras et le discret Desman des Pyrénées qui constitue l’exemple type de ce précieux patrimoine confié au Parc national et aussi l'Ours des Pyrénées,,.

#### Réseau Natura 2000

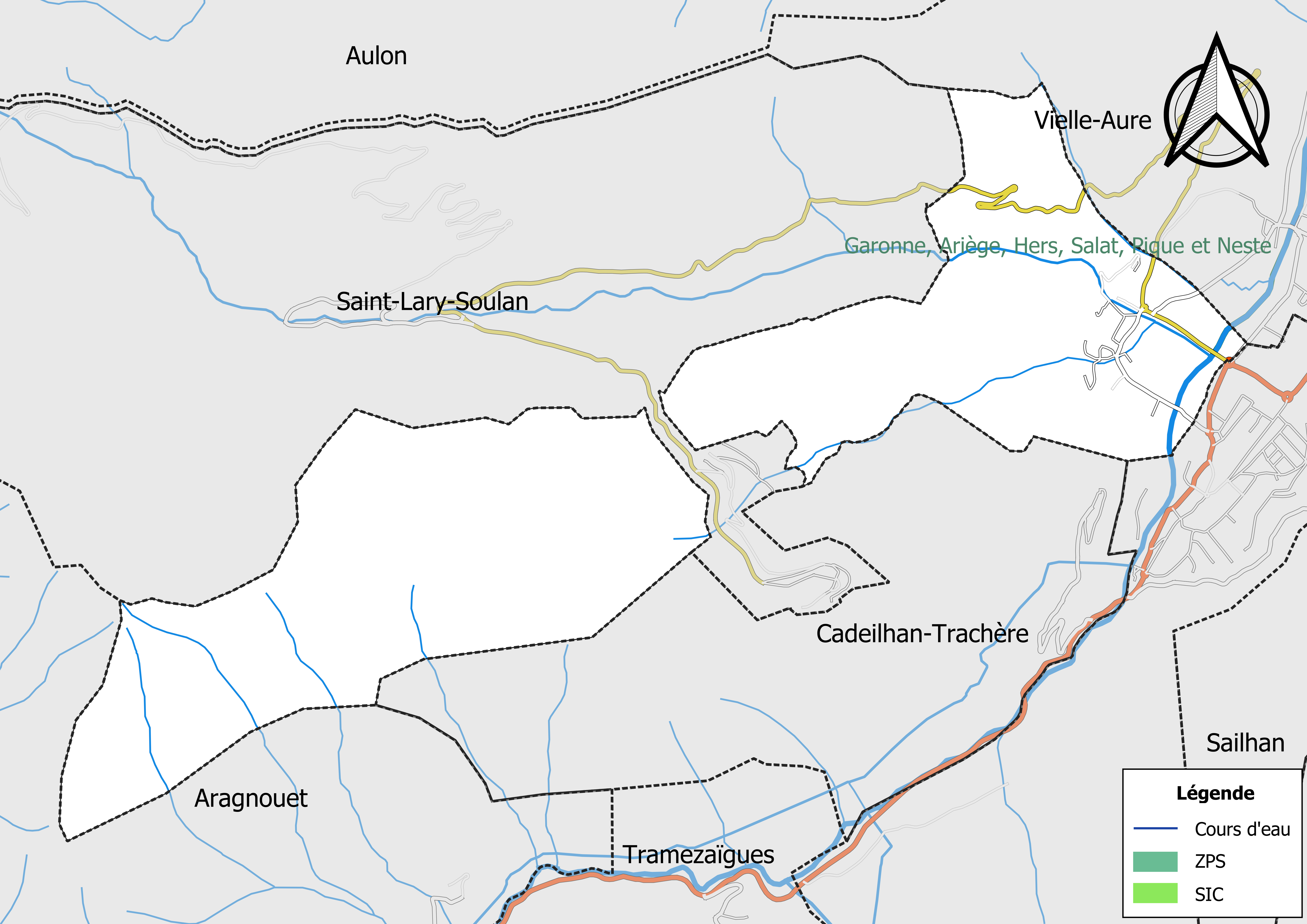
Site Natura 2000 sur le territoire communal.

Le réseau Natura 2000 est un réseau écologique européen de sites naturels d'intérêt écologique élaboré à partir des directives habitats et oiseaux, constitué de zones spéciales de conservation (ZSC) et de zones de protection spéciale (ZPS).
Un site Natura 2000 a été défini sur la commune au titre de la directive habitats : « garonne, Ariège, Hers, Salat, Pique et Neste », d'une superficie de 9 581 ha, un réseau hydrographique pour les poissons migrateurs (zones de frayères actives et potentielles importantes pour le Saumon en particulier qui fait l'objet d'alevinages réguliers et dont des adultes atteignent déjà Foix sur l'Ariège.

#### Zones naturelles d'intérêt écologique, faunistique et floristique
L’inventaire des zones naturelles d'intérêt écologique, faunistique et floristique (ZNIEFF) a pour objectif de réaliser une couverture des zones les plus intéressantes sur le plan écologique, essentiellement dans la perspective d’améliorer la connaissance du patrimoine naturel national et de fournir aux différents décideurs un outil d’aide à la prise en compte de l’environnement dans l’aménagement du territoire.
Quatre ZNIEFF de type 1 sont recensées sur la commune :
- le « bois de la Cabane » (201 ha), couvrant 2 communes du département[31] ;
- « la Neste, amont » (100 ha), couvrant 18 communes du département[32] ;
- la « montagne d'Eget » (1 734 ha), couvrant 5 communes du département[33] ;
- la « vallée d'Aulon et soulane de Vielle-Aure » (4 377 ha), couvrant 9 communes du département[34] ;

et une ZNIEFF de type 2, : 
la « Haute vallée d'Aure » (43 605 ha), couvrant 38 communes du département.

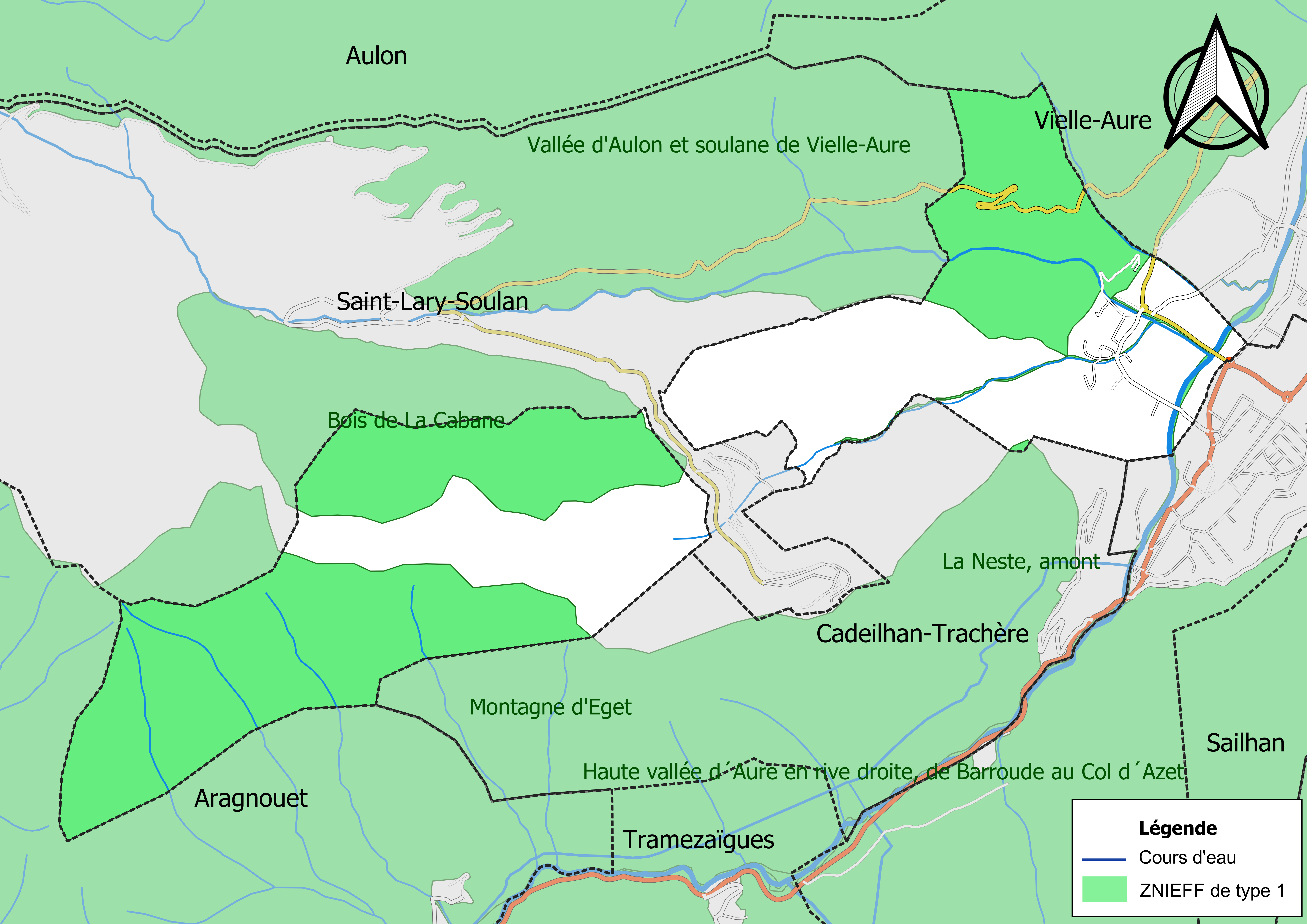
Carte des ZNIEFF de type 1 sur la commune.
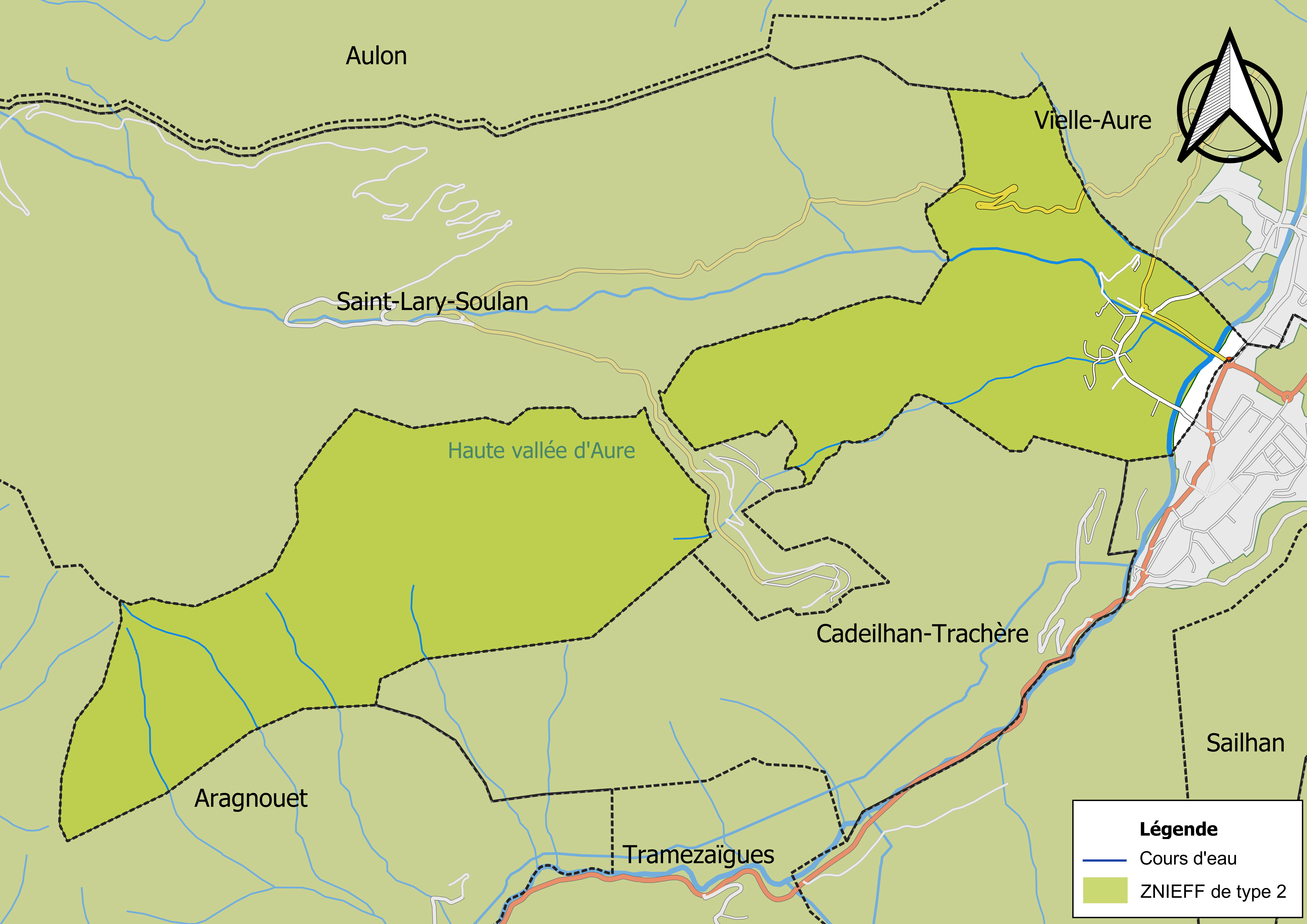
Carte de la ZNIEFF de type 2 sur la commune.

## Urbanisme

### Typologie
Au 1er janvier 2024, Vignec est catégorisée commune rurale à habitat dispersé, selon la nouvelle grille communale de densité à sept niveaux définie par l'Insee en 2022.
Elle est située hors unité urbaine et hors attraction des villes,.

### Occupation des sols
L'occupation des sols de la commune, telle qu'elle ressort de la base de données européenne d’occupation biophysique des sols Corine Land Cover (CLC), est marquée par l'importance des forêts et milieux semi-naturels (89,8 % en 2018), une proportion identique à celle de 1990 (89,8 %). La répartition détaillée en 2018 est la suivante : 
milieux à végétation arbustive et/ou herbacée (56,2 %), forêts (30,5 %), zones urbanisées (5,5 %), zones agricoles hétérogènes (4,7 %), espaces ouverts, sans ou avec peu de végétation (3,1 %).
L'IGN met par ailleurs à disposition un outil en ligne permettant de comparer l’évolution dans le temps de l’occupation des sols de la commune (ou de territoires à des échelles différentes). Plusieurs époques sont accessibles sous forme de cartes ou photos aériennes : la carte de Cassini (XVIIIe siècle), la carte d'état-major (1820-1866) et la période actuelle (1950 à aujourd'hui).

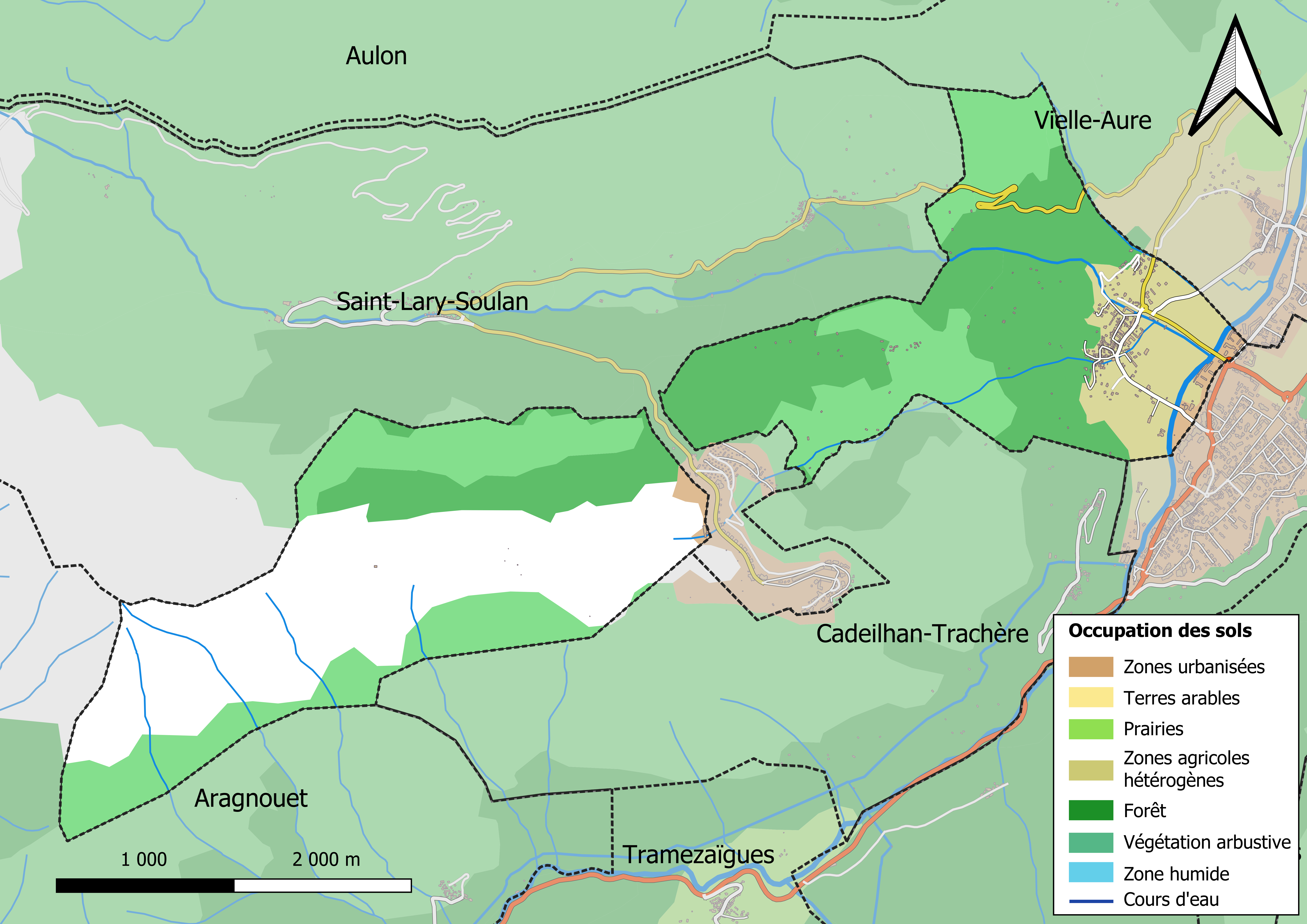
Carte des infrastructures et de l'occupation des sols en 2018 (CLC) de la commune.
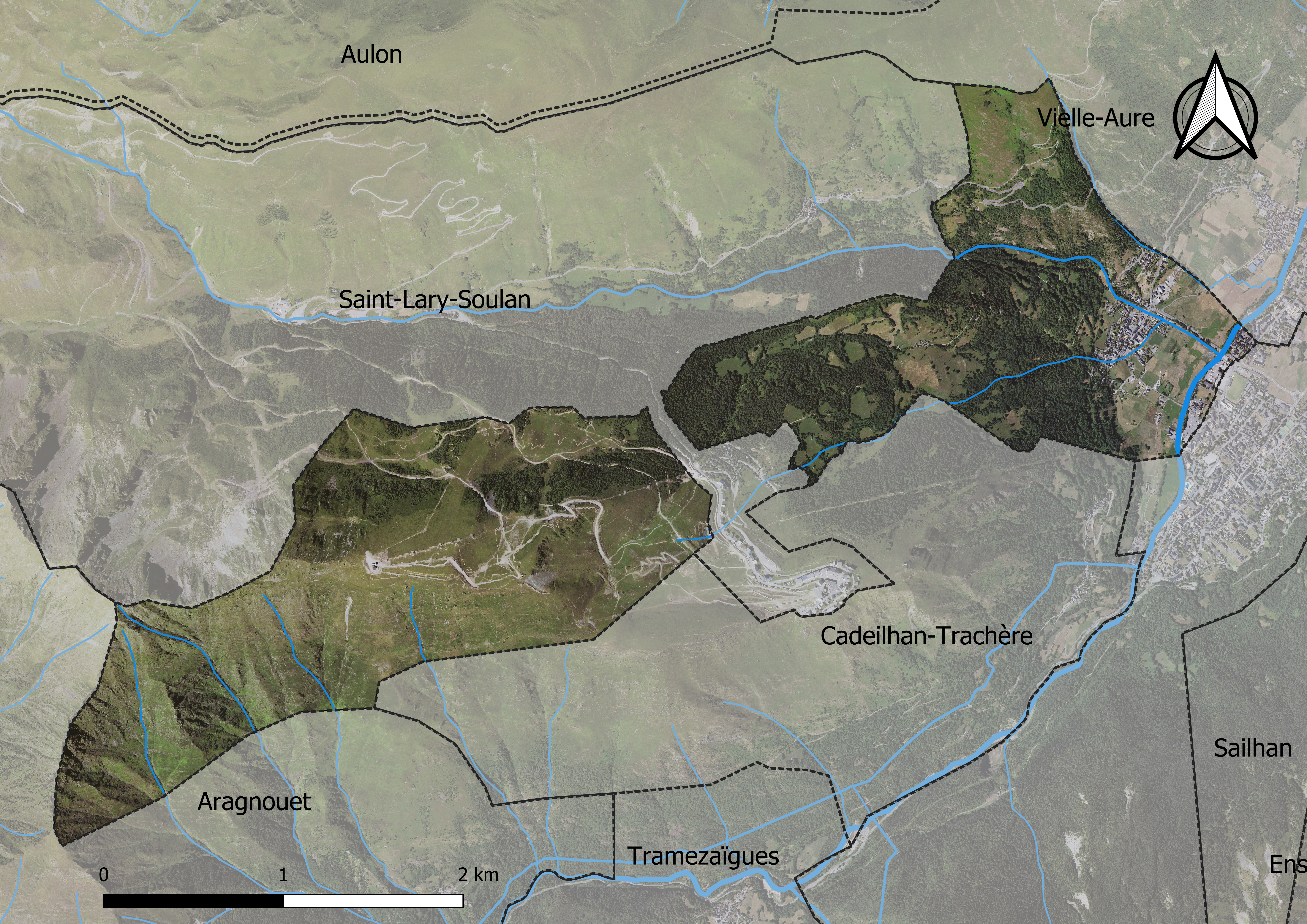
Carte orthophotogrammétrique de la commune.

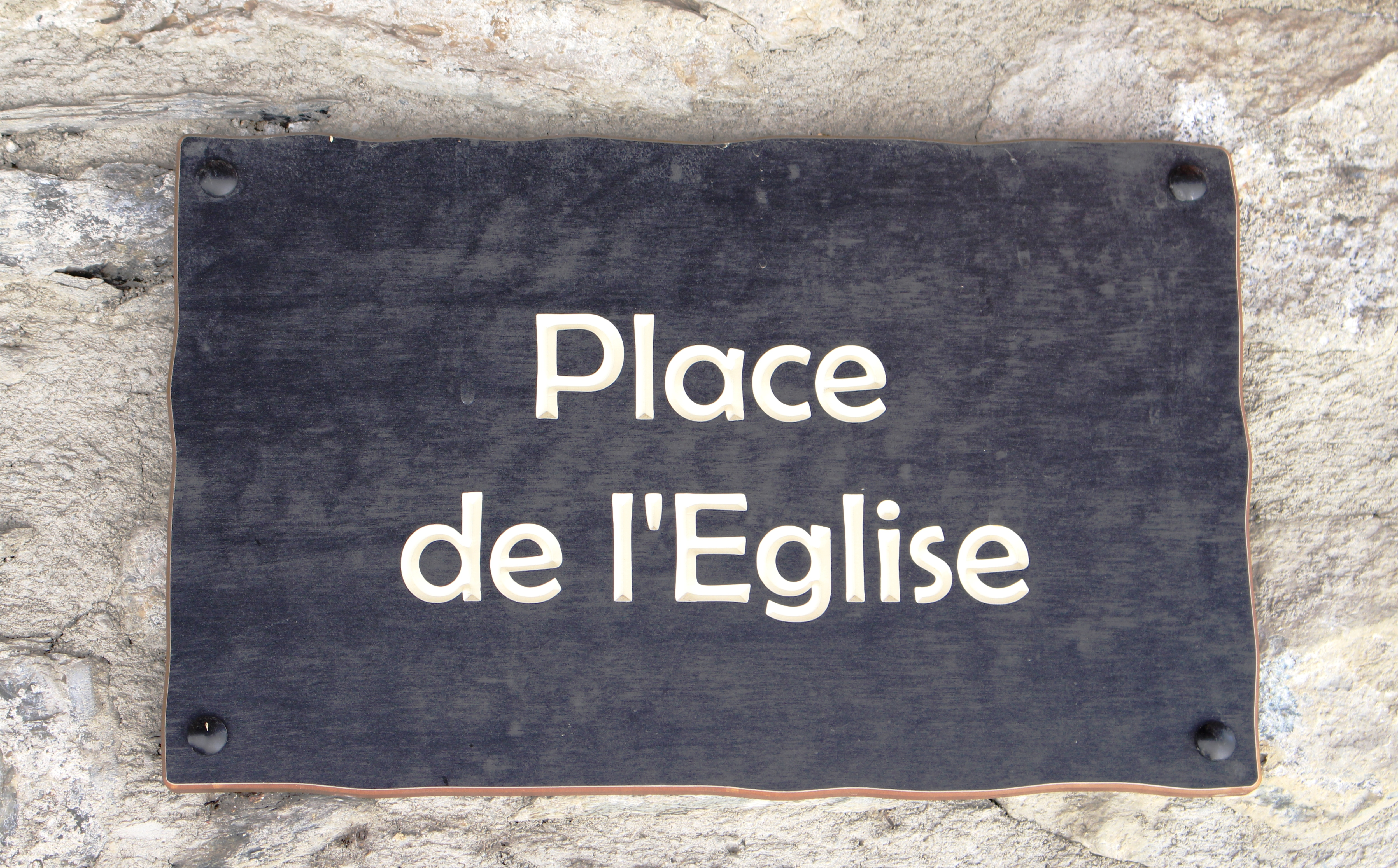
Place du village.

### Logement
En 2012, le nombre total de logements dans la commune est de 573.
Parmi ces logements, 17,8 % sont des résidences principales, 80,8 % des résidences secondaires et 1,4 % des logements vacants.

### Voies de communication et transports
Cette commune est desservie par la route départementale D 223.

### Risques majeurs
Le territoire de la commune de Vignec est vulnérable à différents aléas naturels : météorologiques (tempête, orage, neige, grand froid, canicule ou sécheresse), inondations, feux de forêts, mouvements de terrains, avalanche  et séisme (sismicité moyenne). Il est également exposé à un risque technologique, la rupture d'un barrage. Un site publié par le BRGM permet d'évaluer simplement et rapidement les risques d'un bien localisé soit par son adresse soit par le numéro de sa parcelle.

#### Risques naturels
Certaines parties du territoire communal sont susceptibles d’être affectées par le risque d’inondation par débordement de cours d'eau, notamment le Neste. La cartographie des zones inondables en ex-Midi-Pyrénées réalisée dans le cadre du XIe Contrat de plan État-région, visant à informer les citoyens et les décideurs sur le risque d’inondation, est accessible sur le site de la DREAL Occitanie. La commune a été reconnue en état de catastrophe naturelle au titre des dommages causés par les inondations et coulées de boue survenues en 1982, 1999, 2001, 2009 et 2013,.
Vignec est exposée au risque de feu de forêt. Un plan départemental de protection des forêts contre les incendies a été approuvé par arrêté préfectoral le 21 avril 2020 pour la période 2020-2029. Le précédent couvrait la période 2007-2017. L’emploi du feu est régi par deux types de réglementations. D’abord le code forestier et l’arrêté préfectoral du 27 octobre 2014, qui réglementent l’emploi du feu à moins de 200 m des espaces naturels combustibles sur l’ensemble du département. Ensuite celle établie dans le cadre de la lutte contre la pollution de l’air, qui interdit le brûlage des déchets verts des particuliers. L’écobuage est quant à lui réglementé dans le cadre de commissions locales d’écobuage (CLE).

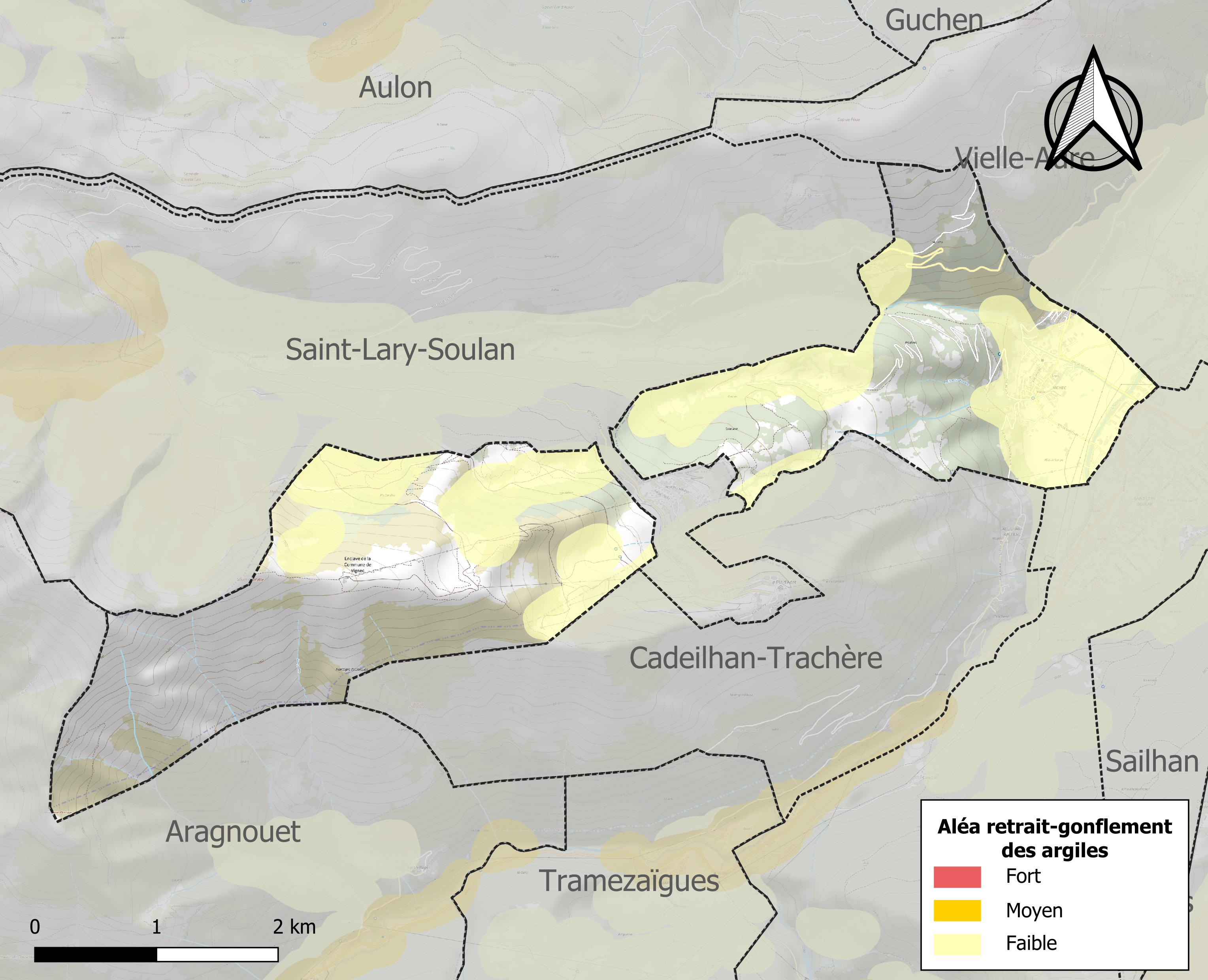
Carte des zones d'aléa retrait-gonflement des sols argileux de Vignec.

Les mouvements de terrains susceptibles de se produire sur la commune sont des mouvements de sols liés à la présence d'argile et des tassements différentiels.
Le retrait-gonflement des sols argileux est susceptible d'engendrer des dommages importants aux bâtiments en cas d’alternance de périodes de sécheresse et de pluie. La totalité de la commune est en aléa faible (44,5 % au niveau départemental et 48,5 % au niveau national). Sur les 189 bâtiments dénombrés sur la commune en 2019, aucun n'est en aléa moyen ou fort, à comparer aux 75 % au niveau départemental et 54 % au niveau national. Une cartographie de l'exposition du territoire national au retrait gonflement des sols argileux est disponible sur le site du BRGM,.
Par ailleurs, afin de mieux appréhender le risque d’affaissement de terrain, l'inventaire national des cavités souterraines permet de localiser celles situées sur la commune.
Concernant les mouvements de terrains, la commune a été reconnue en état de catastrophe naturelle au titre des dommages causés par des mouvements de terrain en 1999 et 2013.
La commune est exposée aux risques d'avalanche. Les habitants exposés à ce risque doivent se renseigner, en mairie, de l’existence d’un plan de prévention des risques avalanches (PPRA). Le cas échéant, identifier les mesures applicables à l'habitation, identifier, au sein de l'habitation, la pièce avec la façade la moins exposée à l’aléa pouvant faire office, au besoin, de zone de confinement et équiper cette pièce avec un kit de situation d’urgence,.

#### Risques technologiques
La commune est en outre située en aval d'un barrage de classe A. À ce titre elle est susceptible d’être touchée par l’onde de submersion consécutive à la rupture de cet ouvrage.

## Toponymie

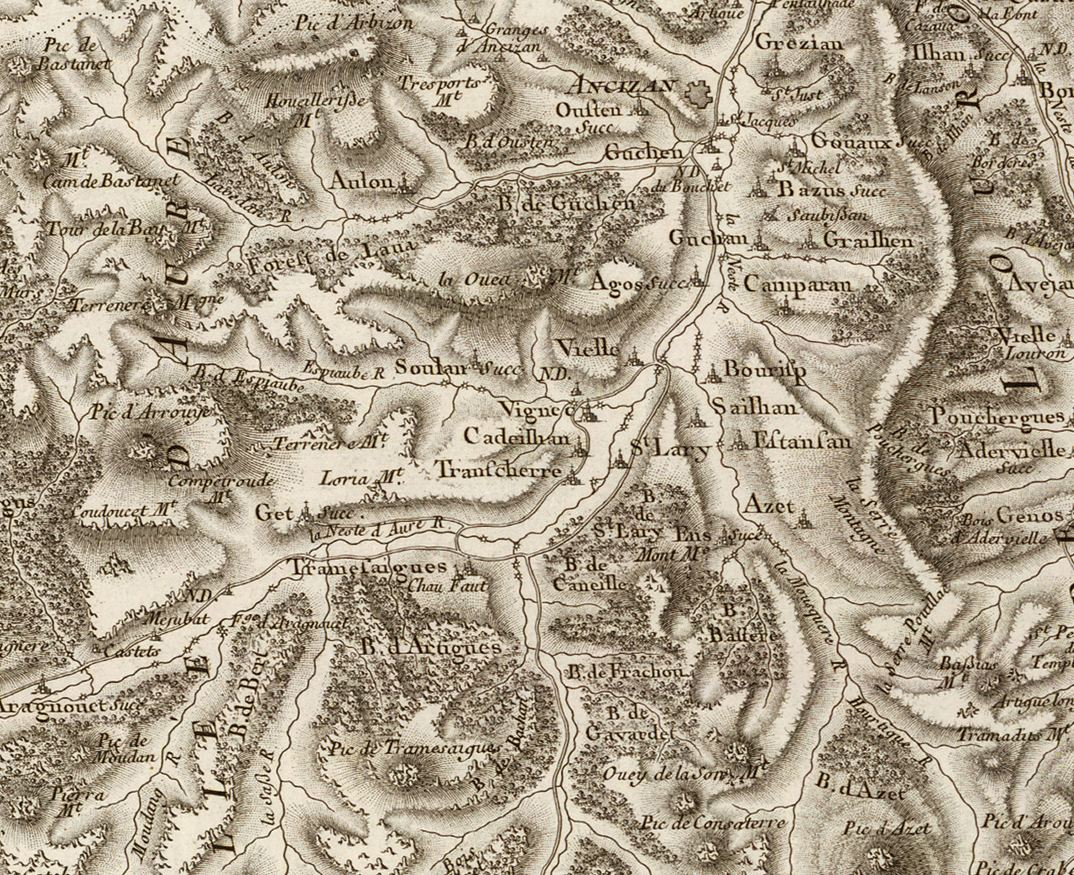
Extrait de la carte de Cassini (entre 1756 et 1789) situant Vignec à l'ouest de Saint-Lary.

On trouvera les principales informations dans le Dictionnaire toponymique des communes des Hautes-Pyrénées de Michel Grosclaude et Jean-François Le Nail qui rapporte les dénominations historiques du village :
Dénominations historiques :
- Duran Baroi Biyecco, Duran Baron Biiecco, latin et gascon (XIIe siècle, cartulaire de Bigorre) ;
- Assiu Griu de Binhec/Bignec, Fortanerius de Bignec, Fortaner de Bignech/Bignec (v. 1180, cartulaires Bigorre) ;
- Fortane de Binec (1249, actes Bonnefont) ;
- Fortaner de Bineg (milieu XIIIe siècle, ibid.) ;
- India de Binheto, latin (1281, actes Bonnefont) ;
- De Vinheto, latin (1387, pouillé du Comminges).

Nom occitan : Viec.

## Histoire

### Cadastre napoléonien de Vignec
Le plan cadastral napoléonien de Vignec est consultable sur le site des archives départementales des Hautes-Pyrénées.

## Politique et administration

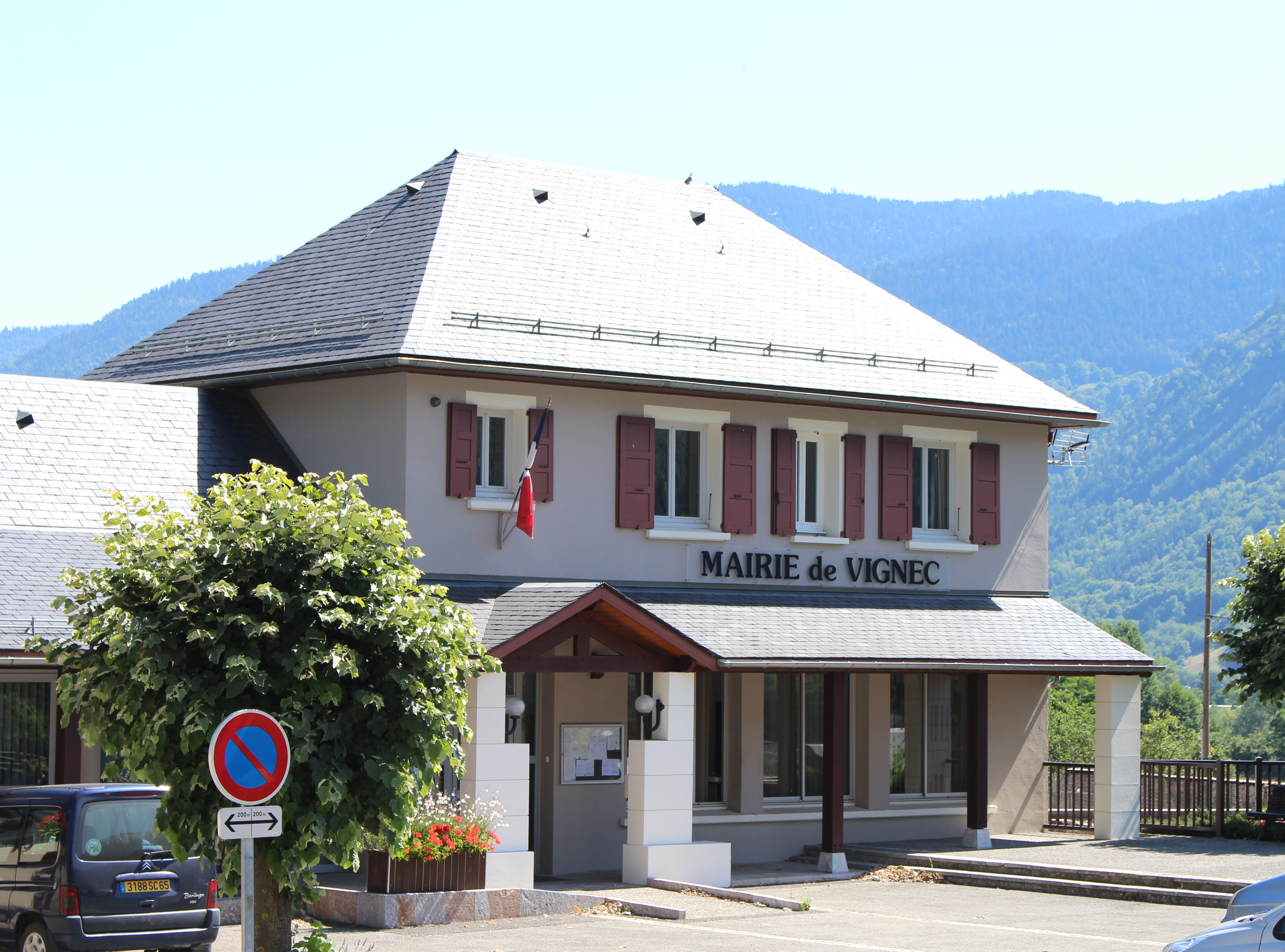
La mairie en 2016.

### Liste des maires
| Période                                  | Période   | Identité           | Étiquette | Qualité |
| ---------------------------------------- | --------- | ------------------ | --------- | ------- |
| Les données manquantes sont à compléter. |           |                    |           |         |
|                                          |           |                    |           |         |
| mars 1995                                | mars 2008 | Pierre Vidalon     |           |         |
| mars 2008                                | En cours  | Jean-Michel Isoart | UMP       |         |

### Rattachements administratifs et électoraux

#### Historique administratif
Sénéchaussée d'Auch, pays des Quatre-Vallées, vallée d'Aure, canton d'Arreau puis de Vielle-Aure (1790-2014).

#### Intercommunalité
Vignec appartient à la communauté de communes Aure Louron créée au 1er janvier 2017 et qui réunit 47 communes.

## Population et société

### Démographie

#### Évolution démographique
| 1793 | 1800 | 1806 | 1821 | 1831 | 1836 | 1841 | 1846 | 1851 |
| ---- | ---- | ---- | ---- | ---- | ---- | ---- | ---- | ---- |
| 275  | 307  | 244  | 360  | 386  | 378  | 361  | 361  | 345  |

| 1856 | 1861 | 1866 | 1872 | 1876 | 1881 | 1886 | 1891 | 1896 |
| ---- | ---- | ---- | ---- | ---- | ---- | ---- | ---- | ---- |
| 316  | 323  | 305  | 294  | 301  | 287  | 256  | 250  | 221  |

| 1901 | 1906 | 1911 | 1921 | 1926 | 1931 | 1936 | 1946 | 1954 |
| ---- | ---- | ---- | ---- | ---- | ---- | ---- | ---- | ---- |
| 217  | 227  | 218  | 197  | 185  | 175  | 150  | 134  | 166  |

| 1962 | 1968 | 1975 | 1982 | 1990 | 1999 | 2006 | 2008 | 2013 |
| ---- | ---- | ---- | ---- | ---- | ---- | ---- | ---- | ---- |
| 121  | 115  | 100  | 130  | 135  | 189  | 201  | 204  | 225  |

| 2018 | 2022 | - | - | - | - | - | - | - |
| ---- | ---- | - | - | - | - | - | - | - |
| 217  | 201  | - | - | - | - | - | - | - |

### Enseignement
La commune dépend de l'académie de Toulouse. Elle ne dispose plus d'école en 2019.

## Économie

### Revenus
En 2018, la commune compte 99 ménages fiscaux, regroupant 201 personnes. La médiane du revenu disponible par unité de consommation est de 22 460 € (20 420 € dans le département).

### Emploi
|                | 2008  | 2013  | 2018  |
| -------------- | ----- | ----- | ----- |
| Commune        | 3,6 % | 1,4 % | 4,2 % |
| Département    | 7,7 % | 9,4 % | 9,8 % |
| France entière | 8,3 % | 10 %  | 10 %  |

En 2018, la population âgée de 15 à 64 ans s'élève à 143 personnes, parmi lesquelles on compte 80,4 % d'actifs (76,2 % ayant un emploi et 4,2 % de chômeurs) et 19,6 % d'inactifs,. Depuis 2008, le taux de chômage communal (au sens du recensement) des 15-64 ans est inférieur à celui de la France et du département.
La commune est hors attraction des villes,. Elle compte 105 emplois en 2018, contre 126 en 2013 et 140 en 2008. Le nombre d'actifs ayant un emploi résidant dans la commune est de 113, soit un indicateur de concentration d'emploi de 92,8 % et un taux d'activité parmi les 15 ans ou plus de 64,2 %.
Sur ces 113 actifs de 15 ans ou plus ayant un emploi, 32 travaillent dans la commune, soit 28 % des habitants. Pour se rendre au travail, 61,9 % des habitants utilisent un véhicule personnel ou de fonction à quatre roues, 0,9 % les transports en commun, 23,9 % s'y rendent en deux-roues, à vélo ou à pied et 13,3 % n'ont pas besoin de transport (travail au domicile).

### Activités
À l'image de l'économie de la vallée d'Aure, les principales ressources économiques sont le tourisme et l'élevage.
Du point de vue du tourisme, Vignec dépend de l'office du tourisme de Saint-Lary Vignec.

## Culture locale et patrimoine

### Lieux et monuments

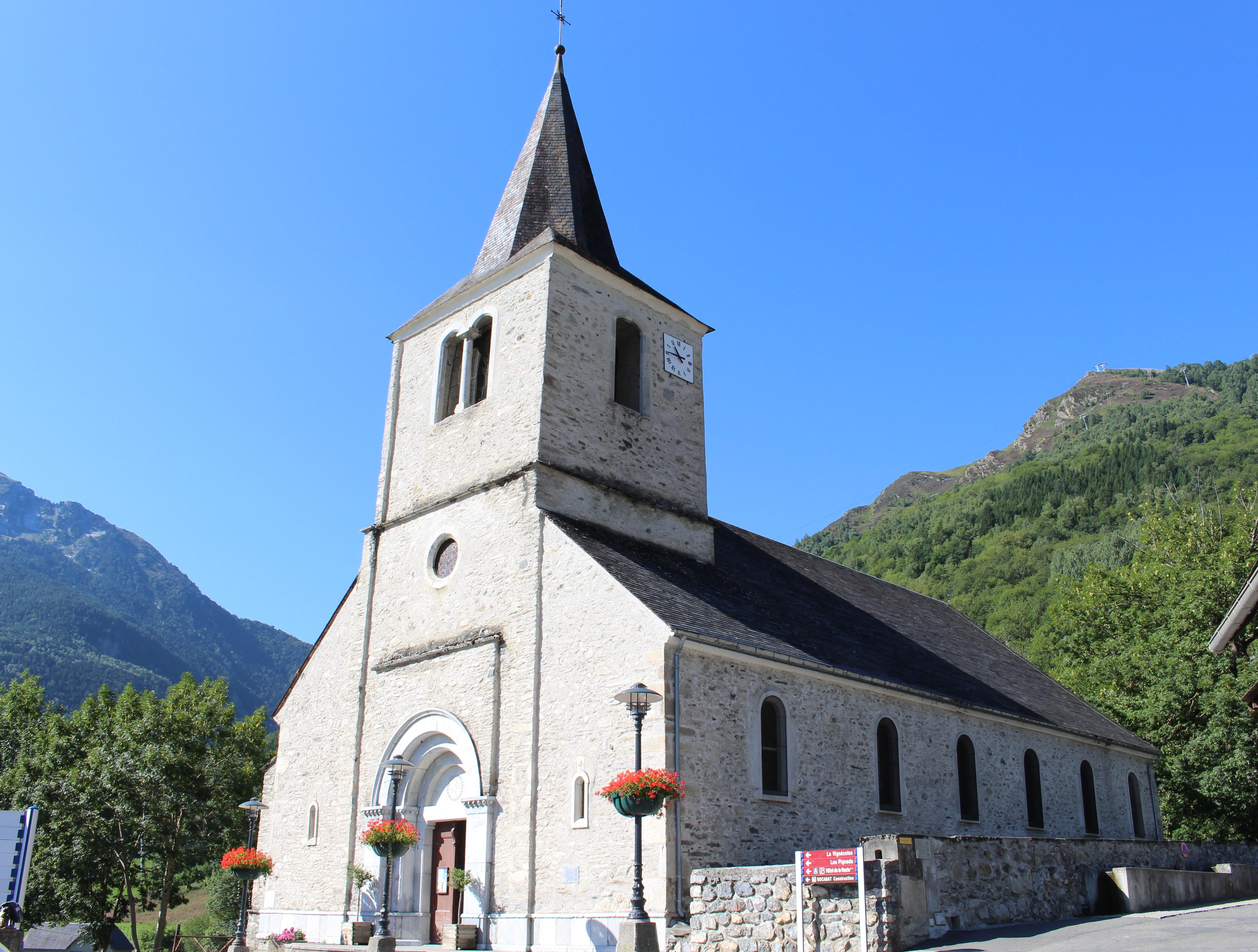
L'église Saint-Jacques en 2015.

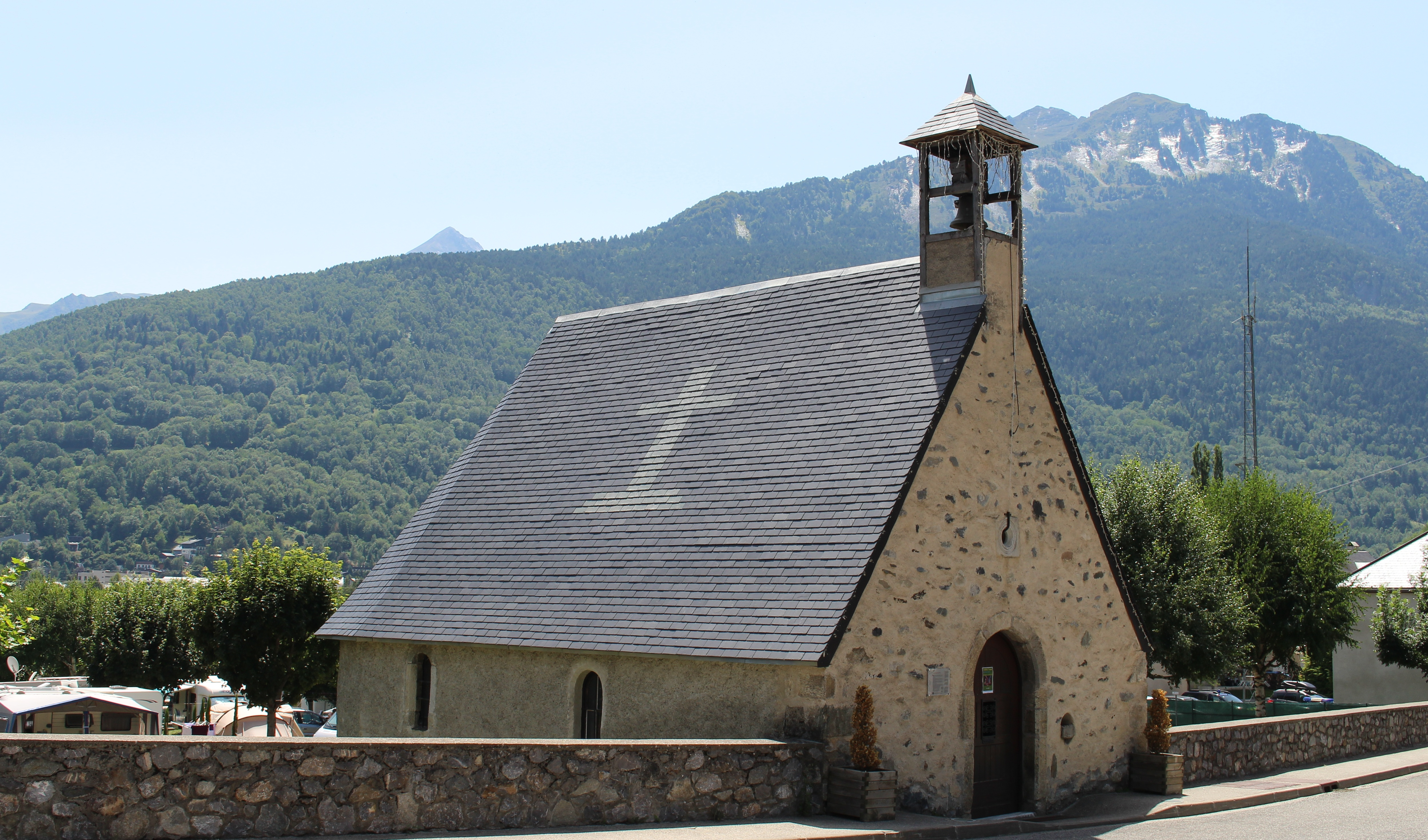
La chapelle Saint-Jacques.

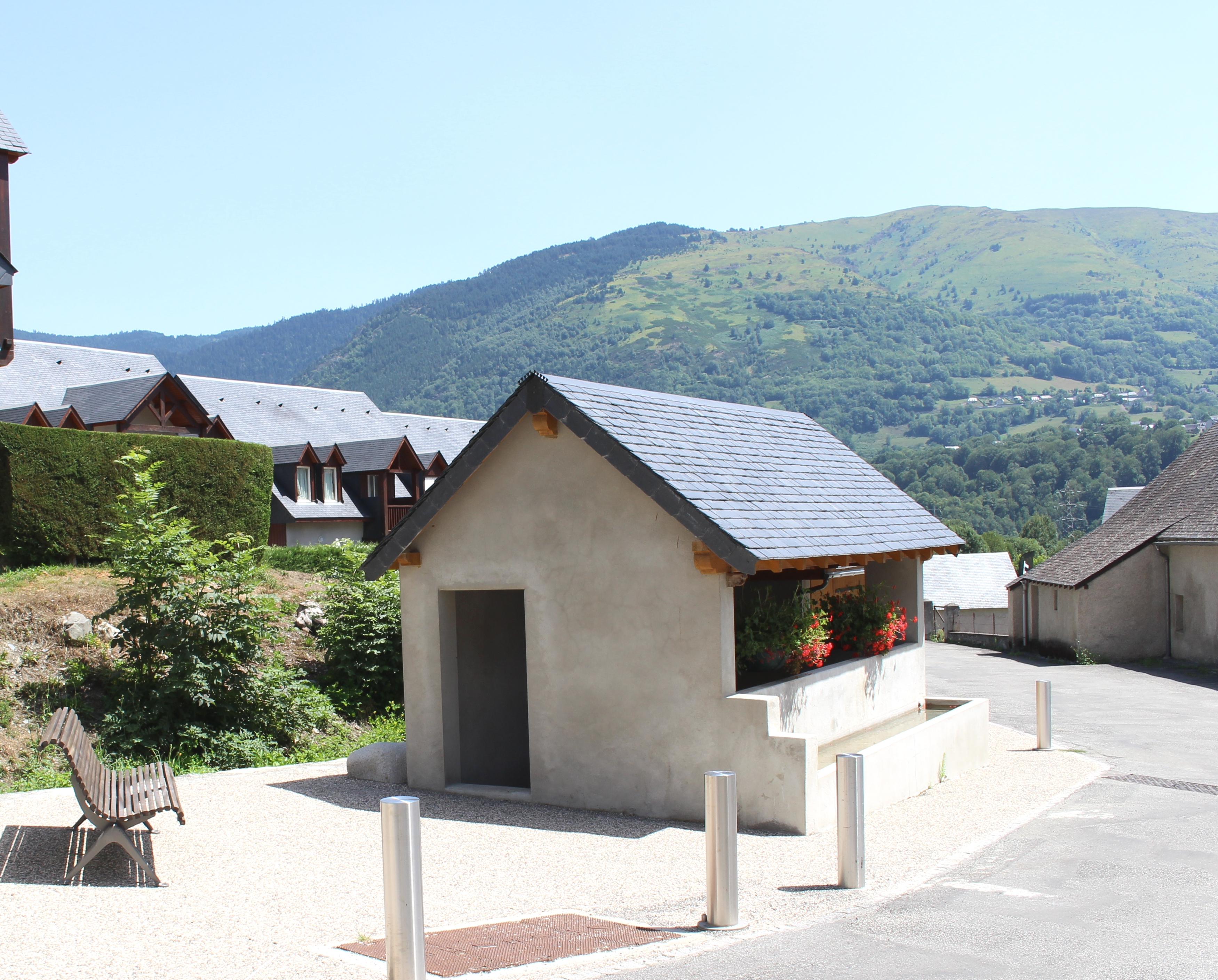
Le lavoir en 2015.

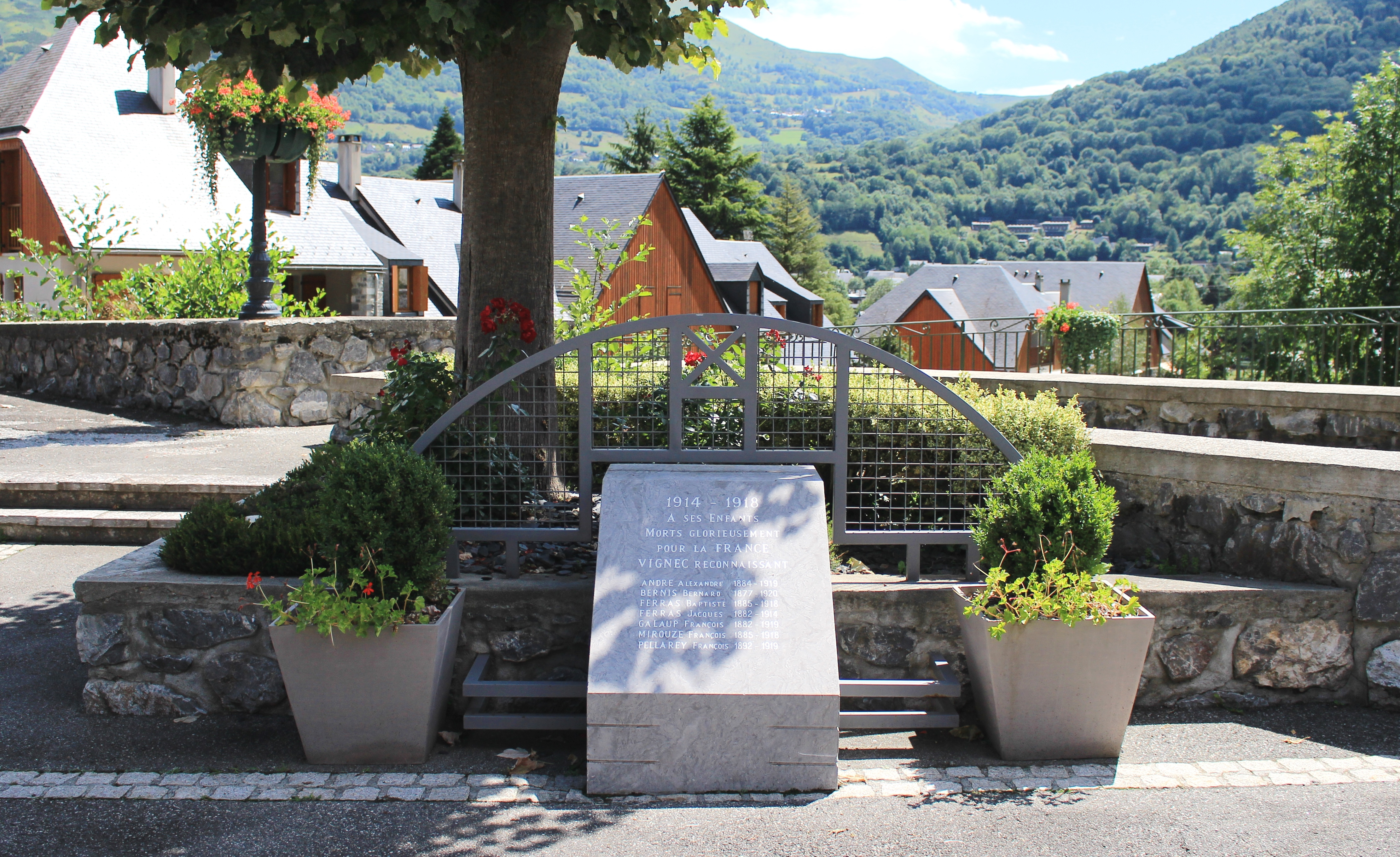
Le monument aux morts municipal.

- Église Saint-Jacques de Vignec du XIe siècle sur la place de la mairie, l'église Saint-Jacques de Vignec.
- Chapelle Saint-Jacques de Vignec.
- Lavoir.

Le village est situé dans une zone de montagne, à proximité du parc national des Pyrénées et au départ de sentiers de randonnées. Il est longé par la Neste.

### Héraldique
| Blason | Blasonnement : Parti : au premier d'azur à un bourdon de sable * surmonté de deux coquilles d'or, au second d'argent à une moucheture d'hermine de sable, accompagné de trois fleurs de lys d'or *. |